# عنایت‌الرحمان خان
عنایت‌الرحمان خان (بنگالی: এনায়েতুর রহমান খান؛ زادهٔ ۲۸ فوریهٔ ۱۹۵۱) بازیکن سابق و مربی فوتبال اهل بنگلادش است.
وی همچنین در تیم ملی فوتبال بنگلادش بازی کرده است.